# Sistema Nacional de Áreas Protegidas (Argentina)
En la República Argentina se denomina Sistema Nacional de Áreas Protegidas (SNAP) al conjunto de áreas naturales y especies animales protegidas total o parcialmente por el Estado nacional mediante el régimen establecido por la ley nacional de los Parques Nacionales, Monumentos Naturales y Reservas Nacionales n.º 22351.

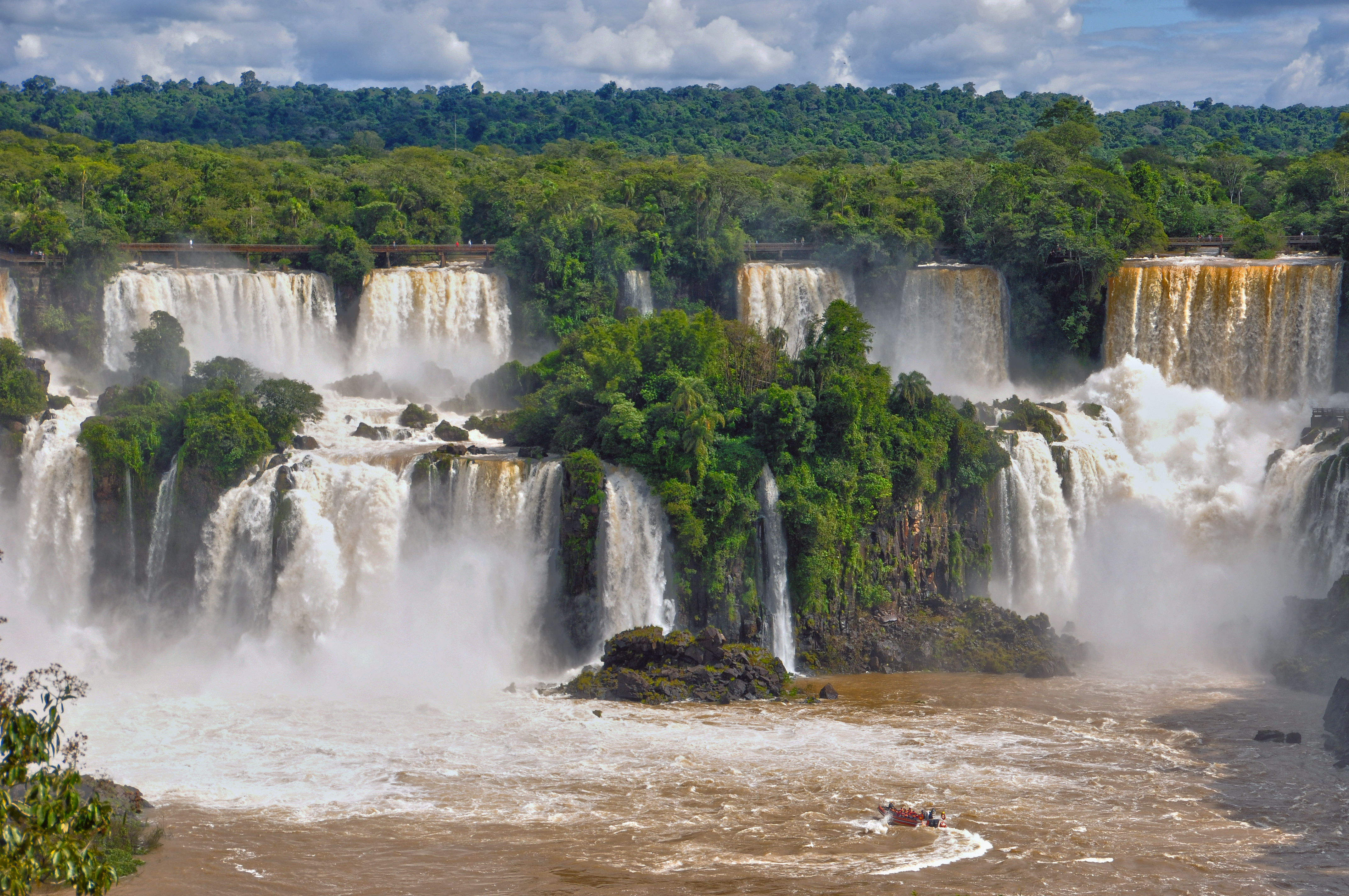
Cataratas del Iguazú

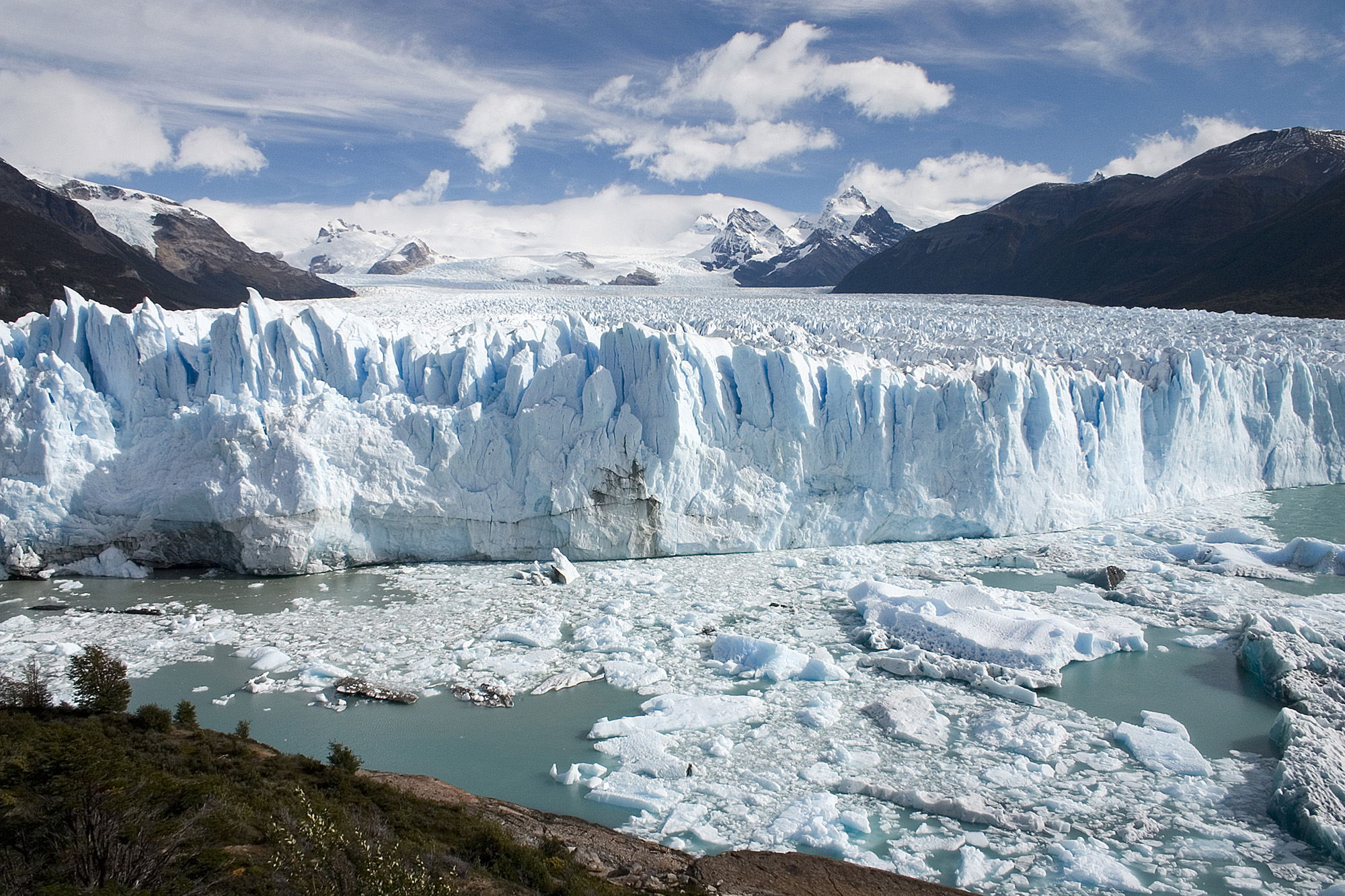
Glaciar Perito Moreno

## Administración
La ley n.° 22351 fue sancionada y promulgada el 4 de noviembre de 1980 como ley de facto, reemplazando al sistema hasta entonces vigente que estaba centrado en la ley n.° 12103 y sus modificatorias. La nueva ley designó como autoridad de aplicación de su régimen a la Administración de Parques Nacionales (APN, hasta entonces llamada Dirección de Parques Nacionales), que es un ente autárquico de gestión descentralizada del Estado nacional dependiente del Ministerio de Ambiente y Desarrollo Sostenible. La APN tiene el manejo y fiscalización de las áreas protegidas bajo su jurisdicción exclusiva y concurrentemente con otros organismos de otras áreas asignadas específicamente.
La APN tiene su sede central en la ciudad autónoma de Buenos Aires y su rol es gestionar un sistema de áreas protegidas como una herramienta de conservación de muestras representativas del mosaico ambiental de 18 ecorregiones que posee Argentina (16 continentales, el mar argentino y la Antártida). Los objetivos principales de su gestión son: diseñar, conducir y controlar la ejecución de las políticas necesarias para conservar y manejar las áreas protegidas con el objeto de asegurar el mantenimiento de su integridad en todo lo relacionado con sus particulares características fisiográficas, asociaciones bióticas, recursos naturales y calidad ambiental de los asentamientos humanos y promover la creación de nuevas áreas.
Las áreas naturales protegidas bajo el régimen de la ley n.° 22351 deben pertenecer a la jurisdicción del Estado nacional, en cuanto son establecimientos de utilidad nacional (deben ser creados por ley nacional) encuadrados en el artículo n.º 75 inciso 30 de la Constitución Nacional Argentina:

Corresponde al Congreso (...) dictar la legislación necesaria para el cumplimiento de los fines específicos de los establecimientos de utilidad nacional en el territorio de la República. Las autoridades provinciales y municipales conservarán los poderes de policía e imposición sobre estos establecimientos, en tanto no interfieran en el cumplimiento de aquellos fines.

Los estados provinciales mantienen sobre ellos la jurisdicción en el ejercicio de poderes que no interfirieran ni afecten el cumplimiento de los fines de utilidad nacional que el Gobierno federal persigue con esos establecimientos, que es específicamente el ambiental.

## Sumarización de áreas protegidas nacionales
A agosto de 2023, en total la APN administra o participa en la administración de 72 áreas protegidas continentales y costeras con 6 022 240,52254 ha, lo que representa más del 2.17 % de la superficie nacional de 278 040 000 (sin contar las áreas reclamadas por Argentina en la Antártida y el Atlántico sur). 
- 39 parques nacionales[5] (incluyen a 20 reservas nacionales incorporadas —otras 6 están previstas en las leyes de creación, pero no fueron deslindadas—): 4 868 696,59403 ha (de las cuales 1 154 525,20 ha en las reservas nacionales existentes)
- 2 monumentos naturales (áreas): 31 224 ha
- 2 reservas nacionales independientes: 11 112 ha
- 1 reserva natural no categorizada: 9005 ha
- 1 reserva natural estricta independiente: 480 ha
- 2 reservas naturales educativas independientes: 458 ha
- 9 reservas naturales silvestres independientes: 143 159,0488 ha
- 13 reservas naturales de la defensa: 639 824 ha (administradas en conjunto con el Ministerio de Defensa)
- 3 parques interjurisdiccionales marinos (APN y provincias):[6] 337 001 ha

A eso se debe sumar 3 áreas marinas protegidas en el océano Atlántico sur:
- 3 áreas marinas protegidas: 12 917 061 ha de mar.

La APN tiene además a su cargo la administración de:
- 4 monumentos naturales (especies vivas)

Fuera del Sistema Nacional de Áreas Protegidas existen bajo administración militar 4602 ha:
- 1 reserva ambiental de la defensa: 1320 ha (administrada por el Ministerio de Defensa con colaboración de la APN y del Ministerio de Ambiente y Desarrollo Sostenible)
- 1 área de conservación: 3232 ha (administrada por el Ejército Argentino)

También fuera del Sistema Nacional de Áreas Protegidas existe sin organismo que lo administre:
- 1 monumento natural: 50 ha.

El total de áreas nacionales protegidas es de 18 276 050,24063 ha.
Para noviembre de 2021 existen otras 822 016 ha en proceso de creación de 4 nuevos parques y reservas nacionales y 14 800 000 ha de lecho marino de la plataforma continental para una futura área marina protegida bentónica. 
Solamente la ciudad autónoma de Buenos Aires y la provincia de Catamarca no cuentan con áreas naturales protegidas por el Gobierno federal. La única ecorregión continental que no cuenta con áreas protegidas por el SNAP es la ecorregión terrestre campos y malezales en las provincias de Corrientes y Misiones.
El control y vigilancia de las áreas naturales protegidas nacionales fue encomendado por la ley n.° 22351 al Cuerpo de Guardaparques Nacionales, como servicio auxiliar dependiente de la APN, a los fines del ejercicio de las funciones de policía administrativa que compete al organismo. Estas áreas protegidas son cuidadas por 555 guardaparques (abril de 2021). Por convenio entre la APN y la Dirección Nacional del Antártico, desde 1990 hay presencia permanente de guardaparques que cumplen tareas en la Base Orcadas. En las campañas de verano suelen también incluirse guardaparques en las bases Carlini y Esperanza y en el refugio naval Francisco de Gurruchaga. En la Antártida Argentina, Argentina participa de la administración de 25 080 ha en 5 áreas protegidas.
La APN integra el Sistema Federal de Áreas Protegidas (SIFAP), constituido en 2003 mediante un acuerdo con la Secretaría de Ambiente y Desarrollo Sustentable (desde 2019 Ministerio de Ambiente y Desarrollo Sostenible) y el Consejo Federal de Medio Ambiente, con el fin principal de establecer un ámbito federal de coordinación entre las provincias y el Estado nacional para la implementación de las políticas sobre áreas protegidas nacionales y provinciales. El SIFAP lleva un registro actualizado de las áreas protegidas que las provincias inscriben voluntariamente. Para el 12 de noviembre de 2018 había 432 áreas protegidas provinciales inscriptas.

## Categorización de las áreas protegidas

### Categorizaciones previas a la ley n.º 12103
Reserva para futuro parque nacional
El 1 de febrero de 1904 el gobierno de Julio Argentino Roca aceptó por decreto s/n la donación de 3 leguas cuadradas (7500 ha) ofrecida por Francisco Pascasio Moreno en la zona del lago Nahuel Huapi y las reservó para un futuro parque nacional creando así la primera área protegida en territorio argentino. 
Parque nacional
El primer parque nacional de América Latina fue el parque nacional del Sur, creado por decreto s/n del presidente Hipólito Yrigoyen el 8 de abril de 1922 sobre la base de la reserva donada por Moreno.

### Régimen de la ley n.º 12103
La ley de Parques Nacionales n.° 12103 fue sancionada el 29 de septiembre de 1934 y creó la Dirección de Parques Nacionales, dando un régimen formal a las categorías existentes, las cuales especificó que debían declararse por ley nacional tras la cesión del dominio y jurisdicción al Estado nacional por parte de las provincias en que se hallaren. Esta ley creó formalmente el parque nacional Iguazú y redenominó Nahuel Huapi al parque nacional del Sur.
Parque nacional
Ambas categorías fueron definidas como aquellas porciones del territorio de la Nación, que por su extraordinaria belleza, o en razón de algún interés científico determinado, sean dignas de ser conservadas para uso y goce de la población de la República.
Reserva nacional
Su finalidad seguía siendo el establecimiento futuro de un parque nacional, por lo que no se diferenciaba de este en su manejo.

### Modificaciones al régimen de la ley n.º 12103
Monumento natural
El decreto n.º 7252 de 5 de mayo de 1954 creó el monumento nacional de los Bosques Petrificados. Esta categoría fue confirmada por el decreto-ley n.º 654/1958 de 21 de enero de 1958, que la agregó a las ya existentes parque nacional y reserva nacional.
Parque nacional
Fue definido en conjunto con las demás categorías como: aquellas porciones del territorio de la la Nación que por su extraordinaria belleza escénica o riqueza en flora o fauna autóctonas o en razón de algún interés científico determinado, sean dignas de ser protegidas y conservadas para uso y goce de las presentes y futuras generaciones.
Zona de protección y región virgen
Estas categorías fueron mencionadas en el decreto-ley n.º 654 sin especificarlas del conjunto. No se las aplicó y fueron derogadas por la ley n.º 18594 de 23 de febrero de 1970. 
Reserva nacional
Las reservas nacionales dejaron de ser áreas de futuros parques nacionales mediante el decreto-ley n.º 654, que dispuso que En las reservas nacionales podrá realizarse la exploración y explotación minera por organismos del Estado, previa intervención de la Dirección General de Parques Nacionales. La ley de facto n.º 19292 del 11 de octubre de 1971 dividió el territorio de 8 parques nacionales creando 13 reservas nacionales separadas de ellos. El reserva nacional Iguazú había sido previamente escindida de parque nacional Iguazú por ley n.º 18801 del 7 de octubre de 1970.

### Régimen de la ley n.º 22351
La ley n.° 22351, sancionada y promulgada el 4 de noviembre de 1980, mantuvo las 3 categorías de las áreas protegidas declaradas por ley, que fueron definidas como las áreas del territorio de la República que por sus extraordinarias bellezas o riquezas en flora y fauna autóctona o en razón de un interés científico determinado, deban ser protegidas y conservadas para investigaciones científicas, educación y goce de las presentes y futuras generaciones, con ajuste a los requisitos de Seguridad Nacional.
Parque nacional
Definido como: las áreas a conservar en su estado natural, que sean representativas de una región fitozoogeográfica y tengan gran atractivo en bellezas escénicas o interés científico, las que serán mantenidas sin otras alteraciones que las necesarias para asegurar su control, la atención del visitante y aquellas que correspondan a medidas de Defensa Nacional adoptadas para satisfacer necesidades de Seguridad Nacional. En ellos está prohibida toda explotación económica con excepción de la vinculada al turismo, que se ejercerá con sujeción a las reglamentaciones que dicte la autoridad de aplicación.
Monumento natural
Definido como: las áreas, cosas, especies vivas de animales o plantas, de interés estético, valor histórico o científico, a los cuales se les acuerda protección absoluta. Serán inviolables, no pudiendo realizarse en ellos o respecto a ellos actividad alguna, con excepción de las inspecciones oficiales e investigaciones científicas permitidas por la autoridad de aplicación, y la necesaria para su cuidado y atención de los visitantes.
Reserva nacional
Ya sea contiguas a parques nacionales o independientes fueron definida como: las áreas que interesan para: la conservación de sistemas ecológicos, el mantenimiento de zonas protectoras del Parque Nacional contiguo, o la creación de zonas de conservación independientes, cuando la situación existente no requiera o admita el régimen de un Parque Nacional. La promoción y desarrollo de asentamientos humanos se hará en la medida que resulte compatible con los fines específicos y prioritarios enunciados.

### Categorías restrictivas adicionales agregadas al régimen de la ley n.º 22351
Los decretos n.º 2148/1990 de 10 de octubre de 1990 y n.º 453/1994 de 24 de marzo de 1994 reglamentaron la ley n.º 22351 agregando 3 categorías restrictivas superpuestas a las categorías establecidas en la ley. El segundo decreto aclaró que Cuando las áreas designadas Reserva Natural Estricta, Reserva Natural Silvestre o Reserva Natural Educativa se encontraran dentro de un Parque Nacional, Reserva Nacional o Monumento Natural, ellas continuarán siendo parte de éstos, con pleno imperio de la Ley N° 22.351. Las TRES (3) categorías mencionadas en primer término constituirán restricciones adicionales a las figuras jurídicas declaradas por la mencionada Ley en cuanto al uso y manejo de los sectores que ellas afecten, constituyendo una reglamentación de dicha norma, tendiente a perfeccionar la zonificación de las áreas del Sistema de Parques Nacionales. Este decreto definió los límites de las 20 reservas naturales estrictas y creó 18 reservas naturales silvestres en 16 parques nacionales, en el monumento natural Laguna de los Pozuelos y en la reserva natural Otamendi. En esta reserva creó además una reserva natural educativa.
Reserva natural estricta
Esta categoría fue creada por el decreto n.º 2148/1990 de 10 de octubre de 1990 para ser aplicada por decreto del Gobierno nacional a sectores de los parques nacionales existentes para convertirlos en sus núcleos intangibles. Fue definida como: aquellas áreas del dominio de la Nación de gran valor biológico que sean representativas de los distintos ecosistemas del país o que contengan importantes poblaciones de especies animales o vegetales autóctonas. Esta norma fue complementada por el decreto n.º 2149/1990 del mismo día que creó 17 reservas naturales estrictas ubicadas en 16 parques nacionales y en el monumento nacional de los Bosques Petrificados. Este decreto creó además 3 reservas naturales estrictas en áreas de dominio de la Nación que no estaban incorporadas al sistema nacional: San Antonio, Colonia Benítez y Otamendi, en las que las provincias mantuvieron su jurisdicción respectiva no cedida.
Reserva natural silvestre
Fue establecida por el decreto n.º 453/1994 de 24 de marzo de 1994 para ser declarada por el Poder Ejecutivo nacional en: aquellas áreas de extensión considerable que conserven inalterada o muy poco modificada la cualidad silvestre de su ambiente natural y cuya contribución a la conservación de la diversidad biológica sea particularmente significativa en virtud de contener representaciones válidas de uno o más ecosistemas, poblaciones animales o vegetales valiosas a dicho fin, a las cuales se les otorgue especial protección para preservar la mencionada condición. 
Reserva natural educativa
El decreto n.º 453/1994 las definió como: aquellas áreas que, por sus particularidades o por su ubicación contigua o cercana a las Reservas Naturales Estrictas o Silvestres, brinden oportunidades especiales de educación ambiental o de interpretación de la naturaleza.

## Lista de áreas naturales protegidas

### Parques nacionales y reservas nacionales contiguas
Los parques nacionales y monumentos naturales se hallan bajo dominio público y jurisdicción del Estado nacional. En las reservas nacionales el Estado nacional puede desafectar su dominio. Las reservas nacionales adyacentes a un parque nacional son administradas en conjunto con el mismo por una única intendencia. 
Las reservas nacionales de los parques nacionales El Palmar, Sierra de las Quijadas, Los Cardones, El Leoncito y Lihué Calel fueron previstas en sus respectivas leyes de creación y su implementación y delimitación fueron delegados a la APN.
La complejidad de las áreas protegidas fue establecida por resolución 126/2011 de la APN el 19 de mayo de 2011.
| Imagen | Áreas naturales protegidas | Norma legal de declaración como parque nacional (fecha de sanción/ promulgación) | Provincia (departamentos o partidos) | Ecorregiones | Categorías restrictivas adicionales                                                | Categoría internacional | Superficie | Administración                                                                      |
| ------ | --- | --- | --- | --- | ---------------------------------------------------------------------------------- | --- | --- | ----------------------------------------------------------------------------------- |
|        | * Parque nacional Nahuel Huapi * Reserva nacional Nahuel Huapi Zona Centro * Reserva nacional Nahuel Huapi Zona Gutiérrez                                                        | * Como parque nacional del Sur decreto s/n de 8 de abril de 1922 * Como parque nacional Nahuel Huapi ley n.° 12103 de 29 de septiembre/ 9 de octubre de 1934                               | * Neuquén (parte del parque nacional y reserva nacional Zona Centro: departamentos Lácar y Los Lagos) * Río Negro (parte del parque nacional y reserva nacional Zona Gutiérrez: departamento Bariloche) | * Bosques patagónicos: 458 925 ha en el parque nacional y 156 076 ha en las reservas nacionales * Estepa patagónica: 32 956 ha en el parque nacional y 69 304 ha en las reservas nacionales | * Reserva natural estricta * Reserva natural silvestre                             | * Parte de la reserva de biosfera andino norpatagónica (zonas núcleo, amortiguación y transición, desde diciembre de 2007)                                                            | 717 261 ha (491 881 ha en el parque nacional y 225 380 ha en las 2 reservas nacionales) | Área protegida de complejidad I. Sede de la intendencia en San Carlos de Bariloche  |
|        | * Parque nacional Iguazú * Reserva nacional Iguazú | Ley n.° 12103 de 29 de septiembre/ 9 de octubre de 1934 | Misiones (departamento Iguazú) | * Selva paranaense: 59 945 ha en el parque nacional y 7675 ha en la reserva nacional | * Reserva natural estricta * Reserva natural silvestre                             | * Patrimonio de la Humanidad (desde 1984) | 67 620 ha (59 945 ha en el parque nacional y 7675 ha en la reserva nacional) | Área protegida de complejidad I. Sede de la intendencia en Puerto Iguazú            |
|        | * Parque nacional Los Glaciares * Reserva nacional Los Glaciares Zona Centro * Reserva nacional Los Glaciares Zona Viedma * Reserva nacional Los Glaciares Zona Roca             | * Como reserva nacional Los Glaciares: decreto n.° 105 433 de 11 de mayo de 1937 * Como parque nacional Los Glaciares: decreto ley n.° 9504 de 28 de abril de 1945                         | Santa Cruz (departamento Lago Argentino) | * Bosques patagónicos: 538 550 ha en el parque nacional * Estepa patagónica: 32 956 ha en las reservas nacionales                                                                           | * Reserva natural estricta * Reserva natural silvestre                             | * Patrimonio de la Humanidad (desde 1981) | 726 927 ha (538 550 ha en el parque nacional y 32 956 ha en las 3 reservas nacionales) | Área protegida de complejidad I. Sede de la intendencia en El Calafate              |
|        | * Parque nacional Perito Moreno * Reserva nacional Perito Moreno | * Como reserva nacional Perito Moreno: decreto n.° 105 433 de 11 de mayo de 1937 * Como parque nacional Perito Moreno: decreto ley n.° 9504 de 28 de abril de 1945                         | Santa Cruz (departamento Río Chico) | * Bosques patagónicos: 81 065 ha en el parque nacional y 1962 ha en la reserva nacional * Estepa patagónica: 14 108 ha en el parque nacional y 29 985 ha en la reserva nacional             | * Reserva natural estricta * Reserva natural silvestre                             | | 126 830 ha (95 173 ha en el parque nacional y 31 947 ha en la reserva nacional) | Área protegida de complejidad III. Sede de la intendencia en Gobernador Gregores    |
|        | * Parque nacional Lanín * Reserva nacional Lanín Zona Lácar * Reserva nacional Lanín Zona Rucachoroi * Reserva nacional Lanín Zona Malleo                                        | * Como reserva nacional Lanín: decreto n.° 105 433 de 11 de mayo de 1937 * Como parque nacional Lanín: decreto ley n.° 9504 de 28 de abril de 1945                                         | Neuquén (departamentos: Lácar, Huiliches y Aluminé) | * Bosques patagónicos: 216 993 ha en el parque nacional y 195 010 ha en las reservas nacionales                                                                                             | * Reserva natural estricta * Reserva natural silvestre                             | * Parte de la reserva de biosfera andino norpatagónica (zonas núcleo, amortiguación y transición, desde diciembre de 2007)                                                            | 412 013 ha (216 993 ha en el parque nacional y 195 010 ha en las 3 reservas nacionales) | Área protegida de complejidad I. Sede de la intendencia en San Martín de los Andes  |
|        | * Parque nacional Los Alerces * Reserva nacional Los Alerces | * Como reserva nacional Los Alerces: decreto n.° 105 433 de 11 de mayo de 1937 * Como parque nacional Los Alerces: decreto ley n.° 9504 de 28 de abril de 1945                             | Chubut (departamento Futaleufú) | * Bosques patagónicos: 188 379 ha en el parque nacional y 71 443 ha en la reserva nacional                                                                                                  | * Reserva natural estricta * Reserva natural silvestre                             | * Parte de la reserva de biosfera andino norpatagónica (zonas núcleo, amortiguación y transición, desde diciembre de 2007) * Patrimonio de la Humanidad (desde el 7 de julio de 2017) | 259 570 ha (188 379 ha en el parque nacional y 71 443 ha en la reserva nacional) | Área protegida de complejidad I. Sede de la intendencia en Villa Futalaufquen       |
|        | * Parque nacional Laguna Blanca * Reserva nacional Laguna Blanca | * Como reserva nacional Laguna Blanca: decreto n.° 63 601 de 31 de mayo de 1940 * Como parque nacional Laguna Blanca: decreto ley n.° 9504 de 28 de abril de 1945                          | Neuquén (departamento Zapala) | * Estepa patagónica: 7690 ha en el parque nacional y 3560 ha en la reserva nacional | * Reserva natural estricta * Reserva natural silvestre                             | * Sitio Ramsar (desde el 4 de mayo de 1992) | 11 250 ha (7690 ha en el parque nacional y 3560 ha en la reserva nacional) | Área protegida de complejidad III. Sede de la intendencia en Zapala                 |
|        | * Parque nacional El Rey | Decreto n.° 18 800 de 24 de junio de 1948 | Salta (departamento Anta) | * Yungas: 44 162 ha | * Reserva natural estricta * Reserva natural silvestre                             | | 44 162 ha | Área protegida de complejidad II. Sede de la intendencia en Salta                   |
|        | * Parque nacional Río Pilcomayo | Ley n.° 14073 de 29 de septiembre/ 17 de octubre de 1951 | Formosa (departamento Pilcomayo) | * Chaco húmedo: 51 889 ha | * Reserva natural estricta * Reserva natural silvestre                             | * Sitio Ramsar (desde el 4 de mayo de 1992) | 51 889 ha | Área protegida de complejidad II. Sede de la intendencia en Laguna Blanca           |
|        | * Parque nacional Chaco | Ley n.° 14366 de 29 de septiembre/ 22 de octubre de 1954 | Chaco (departamentos Presidencia de la Plaza y Sargento Cabral) | * Chaco húmedo: 14 981 ha | * Reserva natural estricta * Reserva natural silvestre                             | | 14 981 ha | Área protegida de complejidad III. Sede de la intendencia en Capitán Solari         |
|        | * Parque nacional Tierra del Fuego | Ley n.° 15554 de 30 de setiembre/ 25 de octubre de 1960 | Tierra del Fuego (departamento Ushuaia) | * Bosques patagónicos: 68 909 ha | * Reserva natural estricta * Reserva natural silvestre                             | | 68 909 ha | Área protegida de complejidad I. Sede de la intendencia en Ushuaia                  |
|        | * Parque nacional El Palmar (la reserva nacional El Palmar no fue establecida)                                                                                                   | Ley n.° 16802 de 30 de octubre/ 30 de noviembre de 1965 | Entre Ríos (departamento Colón) | * Espinal: 8213 ha | * Reserva natural estricta * Reserva natural silvestre                             | * Parte del Sitio Ramsar Palmar Yatay (desde el 4 de mayo de 1992) | 8213 ha | Área protegida de complejidad II. Sede de la intendencia dentro del parque nacional |
|        | * Parque nacional Lago Puelo * Reserva nacional Puelo Zona Turbio * Reserva nacional Puelo Zona Norte                                                                            | * Como parte de la reserva nacional Los Alerces: decreto n.° 63 601 de 31 de mayo de 1940 * Como parque nacional Lago Puelo: ley (de facto) n.° 19292 de 11 de octubre de 1971             | Chubut (departamento Cushamen) | * Bosques patagónicos: 19 247 ha en el parque nacional y 8127 ha en las reservas nacionales                                                                                                 | * Reserva natural estricta * Reserva natural silvestre                             | * Parte de la reserva de biosfera andino norpatagónica (zonas núcleo y de amortiguación, desde diciembre de 2007)                                                                     | 27 674 ha (19 247 ha en el parque nacional y 8127 ha en las 2 reservas nacionales) | Área protegida de complejidad II. Sede de la intendencia dentro del parque nacional |
|        | * Parque nacional Los Arrayanes | *Como parte del parque nacional del Sur decreto s/n de 8 de abril de 1922 *Como parque nacional Los Arrayanes: ley (de facto) n.° 19292 de 11 de octubre de 1971                           | Neuquén (departamento Los Lagos) | * Bosques patagónicos: 1796 ha |                                                                                    | * Parte de la reserva de biosfera andino norpatagónica (zona núcleo, desde diciembre de 2007)                                                                                         | 1796 ha | Administrado por la intendencia del parque nacional Nahuel Huapi                    |
|        | * Parque nacional Baritú | Ley n.° 20656 de 27 de marzo/ 24 de abril de 1974 | Salta (departamento Santa Victoria) | * Yungas: 72 439 ha | * Reserva natural estricta * Reserva natural silvestre                             | * Parte de la reserva de biosfera de las Yungas (zona núcleo, desde noviembre de 2002)                                                                                                | 72 439 ha | Área protegida de complejidad III. Sede de la intendencia en Los Toldos             |
|        | * Parque nacional Lihué Calel (inicialmente Lihuel Calel) (la reserva nacional Lihué Calel no fue establecida)                                                                   | Decreto n.° 609/1976 de 31 de mayo de 1976 | La Pampa (departamento Lihuel Calel) | * Monte de llanuras y mesetas: 32 514 ha | * Reserva natural estricta * Reserva natural silvestre                             | | 32 514 ha | Área protegida de complejidad II. Sede de la intendencia en General Acha            |
|        | * Parque nacional Calilegua | Decreto n.° 1733/1979 de 19 de julio de 1979 | Jujuy (departamento Ledesma) | * Yungas: 76 306 ha | * Reserva natural estricta * Reserva natural silvestre                             | * Parte de la reserva de biosfera de las Yungas (zona núcleo, desde noviembre de 2002)                                                                                                | 76 306 ha | Área protegida de complejidad III. Sede de la intendencia en Calilegua              |
|        | * Parque nacional Sierra de las Quijadas (la reserva nacional Sierra de las Quijadas no fue establecida)                                                                         | Ley n.° 24015 de 13 de noviembre/ 10 de diciembre de 1991 | San Luis (departamentos Ayacucho y Belgrano) | * Chaco seco: 59 680 ha * Monte de sierras y bolsones: 14 105 ha |                                                                                    | * Parte del Sitio Ramsar Lagunas de Guanacache, Desaguadero y del Bebedero (desde el 14 de diciembre de 1999)                                                                         | 73 534 ha 46 a | Área protegida de complejidad III. Sede de la intendencia en San Luis               |
|        | * Parque nacional Pre-Delta | Ley n.° 24063 de 12 de diciembre de 1991/ 13 de enero de 1992 | Entre Ríos (departamento Diamante) | * Delta e islas del Paraná: 2608 ha |                                                                                    | * Parte del Sitio Ramsar Delta del Paraná (desde el 3 de octubre de 2015) | 2604 ha 92 a 05 ca. Desde el 14 de diciembre de 2009 el campo nacional Coronel Sarmiento, de 146 ha 29 a 31 ca, es administrado como parte del parque nacional, aunque fue legalmente incorporado a él en 2022. | Área protegida de complejidad III. Sede de la intendencia en Diamante               |
|        | * Parque nacional Los Cardones (la reserva nacional Los Cardones no ha sido establecida aún, pero está propuesta con 33 176 ha)                                                  | Ley n.° 24737 de 20 de noviembre/ 13 de diciembre de 1996 | Salta (departamentos Cachi, Molinos y San Carlos) | * Altos Andes: 1219 ha * Monte de sierras y bolsones: 18 119 ha * Puna: 40 542 ha * Yungas: 4237 ha                                                                                         |                                                                                    | | 64 117 ha | Área protegida de complejidad III. Sede de la intendencia en Payogasta              |
|        | * Parque nacional Quebrada del Condorito * Reserva nacional Quebrada del Condorito                                                                                               | Ley n.° 24749 de 28 de noviembre/ 19 de diciembre de 1996 | Córdoba (departamento Punilla) | * Chaco seco: 24 589 ha en el parque nacional y 10 807 ha en la reserva nacional |                                                                                    | | 37 344 ha (24 589 ha en el parque nacional y 10 807 ha en la reserva nacional) | Área protegida de complejidad II. Sede de la intendencia en Villa Carlos Paz        |
|        | * Parque nacional Talampaya | Ley n.° 24846 de 11 de junio/ 10 de julio de 1997 | La Rioja (departamentos Coronel Felipe Varela e Independencia) | * Monte de sierras y bolsones: 215 000 ha |                                                                                    | * Patrimonio de la Humanidad (desde 2000) | 215 000 ha | Área protegida de complejidad II. Sede de la intendencia en Villa Unión             |
|        | * Parque nacional San Guillermo | Ley n.° 25077 de 9 de diciembre de 1998/ 13 de enero de 1999 | San Juan (departamento Iglesia) | * Altos Andes: 14 914 ha * Monte de sierras y bolsones: 17 289 ha * Puna: 133 797 ha |                                                                                    | * Parte de la reserva de la biosfera San Guillermo (zona núcleo, desde 1980) * Parte del Patrimonio de la Humanidad Qhapaq Ñan (desde 2014)                                           | 166 000 ha | Área protegida de complejidad III. Sede de la intendencia en Rodeo                  |
|        | * Parque nacional Copo | Ley n.° 25366 de 22 de noviembre/ 28 de diciembre de 2000 | Santiago del Estero (departamento Copo) | * Chaco seco: 118 119 ha |                                                                                    | | 118 119 ha | Área protegida de complejidad III. Sede de la intendencia en Pampa de los Guanacos  |
|        | * Parque nacional Mburucuyá | Ley n.° 25447 de 27 de junio de 2001/ 17 de enero de 2002 | Corrientes (departamentos Mburucuyá y Concepción) | * Esteros del Iberá: 17 086 ha |                                                                                    | | 17 086 ha | Área protegida de complejidad III. Sede de la intendencia en Mburucuyá              |
|        | * Parque nacional El Leoncito (la reserva nacional El Leoncito no fue establecida)                                                                                               | Ley n.° 25656 de 18 de septiembre/ 15 de octubre de 2002 | San Juan (departamento Calingasta) | * Altos Andes: 11 190 ha * Monte de sierras y bolsones: 59 058 ha * Puna: 19 458 ha | * Reserva natural estricta                                                         | | 89 706 ha 7793 m² | Área protegida de complejidad III. Sede de la intendencia en Barreal                |
|        | * Parque nacional Monte León * Reserva nacional Monte León | Ley n.° 25945 de 20 de octubre/ 10 de noviembre de 2004 | Santa Cruz (departamento Corpen Aike) | * Estepa patagónica: 55 620 ha en el parque nacional y 6549 ha en la reserva nacional |                                                                                    | | 62 169 ha (55 620 ha en el parque nacional y 6549 ha en la reserva nacional) | Área protegida de complejidad III. Sede de la intendencia en Puerto Santa Cruz      |
|        | * Parque nacional Campos del Tuyú | Ley n.° 26499 de 13 de mayo/ 4 de junio de 2009 | Buenos Aires (partido de General Lavalle) | * Pampa: 3040 ha |                                                                                    | * Parte del Sitio Ramsar Bahía de Samborombón (desde el 17 de enero de 1997) | 3040 ha | Área protegida de complejidad III. Sede de la intendencia en General Lavalle        |
|        | * Parque nacional Islas de Santa Fe | Ley n.° 26648 de 13 de octubre/ 15 de noviembre de 2010 | Santa Fe (departamento San Jerónimo) | * Delta e islas del Paraná: 4096 ha |                                                                                    | * Parte del Sitio Ramsar Delta del Paraná (desde el 3 de octubre de 2015) | 4096 ha | Área protegida de complejidad III. Sede de la intendencia en Puerto Gaboto          |
|        | * Parque nacional Bosques Petrificados de Jaramillo | Ley n.° 26825 de 28 de noviembre/ 27 de diciembre de 2012 | Santa Cruz (departamento Deseado) | * Estepa patagónica: 63 543 ha |                                                                                    | | 63 543 ha | Sede de la intendencia en Caleta Olivia                                             |
|        | * Parque nacional El Impenetrable | Ley n.° 26996 de 22 de octubre/ 30 de octubre de 2014 | Chaco (departamento General Güemes) | * Chaco seco: 128 903 ha |                                                                                    | | 128 903 ha | Sede de la intendencia en Miraflores                                                |
|        | * Parque nacional Patagonia | Ley n.° 27081 de 16 de diciembre de 2014/ 21 de enero de 2015 | Santa Cruz (departamento Lago Buenos Aires) | * Estepa patagónica: 52 811 ha |                                                                                    | | 52 811 ha | Sede de la intendencia en Los Antiguos                                              |
|        | * Parque nacional Traslasierra | Ley n.° 27435 de 21 de marzo de 2018/ 17 de abril de 2018 | Córdoba (departamentos Minas y Pocho) | * Chaco seco: 105 386 ha 5737 m² |                                                                                    | | 105 386 ha 5737 m² | Sede de la intendencia en Villa de Soto                                             |
|        | * Parque nacional Aconquija (ex parque nacional Campo de los Alisos) * Reserva nacional Aconquija (incluye la ex reserva natural de la defensa El Mollar-Quebrada del Portugués) | * Como parque nacional Campo de los Alisos: ley n.° 24526 de 9 de agosto/ 6 de septiembre de 1995 * Como parque nacional Aconquija: ley n.° 27451 de 4 de julio/ 17 de abril de 2018       | Tucumán (Departamentos Tafí del Valle, Chicligasta, Juan Bautista Alberdi, Río Chico y Monteros) | * Altos Andes: 5764 ha en el parque nacional y 7388 en la reserva nacional * Yungas: 10 413 ha en el parque nacional y 51 020 en la reserva nacional                                        |                                                                                    | * Parte del Patrimonio de la Humanidad Qhapaq Ñan (desde 2014) | 70 000 ha (16 177 ha en el parque nacional y 58 408 ha en la reserva nacional) | Área protegida de complejidad III. Sede de la intendencia en Concepción             |
|        | * Parque nacional Ciervo de los Pantanos (incluye a la ex reserva natural Otamendi)                                                                                              | * Como reserva natural Otamendi por decreto n.° 2149/1990 de 10 de octubre de 1990 * Como parque nacional Ciervo de los Pantanos por ley n.° 27456 de 10 de octubre/ 26 de octubre de 2018 | Buenos Aires (Partido de Campana) | * Delta e islas del Paraná: 5288 ha | * Reserva natural estricta * Reserva natural silvestre * Reserva natural educativa | * Sitio Ramsar (desde el 22 de marzo de 2008) | 5288 ha | Área protegida de complejidad III. Sede de la intendencia en Campana                |
|        | * Parque nacional Iberá * Reserva nacional Iberá | Ley n.° 27481 de 5 de diciembre/ 20 de diciembre de 2018 | Corrientes (departamentos: Ituzaingó, Mercedes, San Miguel y Concepción) | * Esteros del Iberá: 159 800 ha en el parque nacional y 23 700 ha en la reserva nacional |                                                                                    | | 183 500 ha (159 800 ha en el parque nacional y 23 700 ha en la reserva nacional) | Sede de la intendencia en Mercedes                                                  |
|        | * Parque nacional Islote Lobos * Reserva nacional Islote Lobos | Ley n.° 27673 de 15 de junio/ 6 de julio de 2022 | Río Negro (departamento: San Antonio) | |                                                                                    | | 19 079 ha 20 a (15 583 ha en el parque nacional y 3486 ha 20 ca en la reserva nacional) | No establecida aún                                                                  |
|        | * Parque nacional Ansenuza * Reserva nacional Ansenuza | Ley n.° 27673 de 30 de junio/ 12 de julio de 2022 | Córdoba (departamentos: San Justo, Tulumba y Río Seco) | |                                                                                    | | 661 416 ha (185 939 ha en el parque nacional y 475 477 ha en la reserva nacional) | No establecida aún                                                                  |
|        | * Parque nacional Laguna El Palmar * Reserva nacional Laguna El Palmar | Ley n.° 27707 de 28 de marzo/ 18 de abril de 2023 | Chaco (Departamento Bermejo) | |                                                                                    | | 5600 ha (la reserva nacional no fue establecida) | No establecida aún                                                                  |

### Área natural no categorizada
| Imagen | Áreas naturales protegidas | Norma legal de declaración como reserva natural (fecha de sanción/ promulgación) | Provincia (departamentos o partidos) | Ecorregiones          | Categorías restrictivas adicionales | Categoría internacional                                                                     | Superficie | Administración                                                                |
| ------ | -------------------------- | -------------------------------------------------------------------------------- | ------------------------------------ | --------------------- | ----------------------------------- | ------------------------------------------------------------------------------------------- | ---------- | ----------------------------------------------------------------------------- |
|        | * Reserva natural Formosa  | Ley (de facto) n.° 17916 de 27 de septiembre de 1968                             | Formosa (departamento Bermejo)       | * Chaco seco: 9005 ha | * Reserva natural estricta          | * Parcialmente es parte de la reserva de biosfera Riacho Teuquito (zona núcleo, desde 2000) | 9005 ha    | Área protegida de complejidad III. Sede de la intendencia en Ingeniero Juárez |

### Reservas nacionales independientes
| Imagen | Áreas naturales protegidas                  | Norma legal de declaración como reserva nacional (fecha de sanción/ promulgación) | Provincia (departamentos o partidos) | Ecorregiones                            | Categorías restrictivas adicionales | Categoría internacional                                                                | Superficie | Administración |
| ------ | ------------------------------------------- | --------------------------------------------------------------------------------- | ------------------------------------ | --------------------------------------- | ----------------------------------- | -------------------------------------------------------------------------------------- | ---------- | --- |
|        | * Reserva nacional El Nogalar de Los Toldos | Ley n.° 26129 de 2 de agosto/ 22 de agosto de 2006                                | Salta (departamento Santa Victoria)  | * Yungas: 3275 ha                       |                                     | * Parte de la reserva de biosfera de las Yungas (zona núcleo, desde noviembre de 2002) | 3275 ha    | Área protegida de complejidad III. Sede de la intendencia en Los Toldos (junto a la del parque nacional Baritú)                         |
|        | * Reserva nacional Pizarro                  | Ley n.° 27093 de 16 de diciembre de 2014/ 21 de enero de 2015                     | Salta (departamento Anta)            | * Chaco seco: 3125 ha * Yungas: 4712 ha |                                     |                                                                                        | 7837 ha    | Área protegida de complejidad III. Sede provisional de la intendencia en San Ramón de la Nueva Orán, en construcción en General Pizarro |

### Monumentos naturales

#### Monumentos naturales (áreas)
| Imagen | Áreas naturales protegidas                 | Norma legal de declaración como monumento natural (fecha de sanción/ promulgación) | Provincia (departamentos o partidos)                   | Ecorregiones                   | Categorías restrictivas adicionales | Categoría internacional | Superficie | Administración |
| ------ | ------------------------------------------ | ---------------------------------------------------------------------------------- | ------------------------------------------------------ | ------------------------------ | ----------------------------------- | --- | ---------- | --- |
|        | * Monumento natural Bosques Petrificados   | Decreto n.° 7252 de 5 de mayo de 1954                                              | Santa Cruz (departamento Deseado)                      | * Estepa patagónica: 15 000 ha | * Reserva natural estricta          | | 15 000 ha  | Área protegida de complejidad III. Administrado por la intendencia del parque nacional Bosques Petrificados de Jaramillo |
|        | * Monumento natural Laguna de los Pozuelos | Resolución n.° 997/1980 de APN de 28 de enero de 1981                              | Jujuy (departamentos Rinconada, Yavi y Santa Catalina) | * Puna: 16 224 ha              |                                     | * Parte de la reserva de biosfera Laguna de los Pozuelos (zona núcleo, desde 1990) * Sitio Ramsar (desde el 4 de mayo de 1992) | 16 224 ha  | Área protegida de complejidad III. Sede de la intendencia en Abra Pampa                                                  |

#### Monumentos naturales (especies vivas)
La protección de las especies declaradas monumentos nacionales en razón de su crítico peligro de extinción en Argentina es implementada a través de programas concertados por la APN, las provincias y organismos estatales y privados. Entre estos programas están: Estrategia Nacional de Conservación del Yaguareté y el Programa de Conservación del Huemul de Parques Nacionales.
| Imagen | Monumento natural                                                | Norma legal de declaración como monumento natural (fecha de sanción/ promulgación) | Presencia en áreas del SNAP |
| ------ | ---------------------------------------------------------------- | ---------------------------------------------------------------------------------- | --- |
|        | * Monumento natural Ballena Franca Austral (Eubalaena australis) | Ley n.° 23094 del 28 de septiembre/ 19 de octubre de 1984                          | * Parques marinos del mar argentino |
|        | * Monumento natural Taruca (Hippocamelus antisensis)             | Ley n.° 24702 del 25 de septiembre/ 17 de octubre de 1996                          | *Jujuy (parque nacional Calilegua) *Salta (reserva nacional El Nogalar de Los Toldos y parque nacional Los Cardones) *Tucumán (parque nacional Aconquija) |
|        | * Monumento natural Huemul (Hippocamelus bisulcus)               | Ley n.° 24702 del 25 de septiembre/ 17 de octubre de 1996                          | *Neuquén (parques nacionales Lanín y Nahuel Huapi) *Río Negro (parque nacional Nahuel Huapi) *Chubut (parques nacionales Lago Puelo y Los Alerces) *Santa Cruz (parques nacionales Perito Moreno y Los Glaciares y reserva natural silvestre El Rincón)                                                                                      |
|        | * Monumento natural Yaguareté (Panthera onca)                    | Ley n.° 25463 del 15 de agosto/ 7 de septiembre de 2001                            | *Jujuy (parque nacional Calilegua) *Salta (parques nacionales Baritú y El Rey y reserva nacional El Nogalar de Los Toldos) *Formosa (parque nacional Río Pilcomayo) *Santiago del Estero (parque nacional Copo) *Chaco (parque nacional El Impenetrable) *Misiones (parque nacional Iguazú y reserva natural de la defensa Puerto Península) |

## Áreas protegidas regidas parcialmente por la ley n.°22351
En los parques interjurisdiccionales creados por convenio entre el Estado nacional y una provincia la ley n.° 22351 es aplicable parcialmente a las funciones y actividades que cumpla la Administración de Parques Nacionales pero no a las funciones y actividades del organismo provincial competente. La administración de cada parque es ejercida por una comisión ejecutiva de manejo integrada por representantes de la APN y de la provincia respectiva.

### Parques interjurisdiccionales
| Imagen | Áreas naturales protegidas                                                                                        | Norma legal de declaración como parque interjurisdiccional (fecha de sanción/ promulgación) | Provincia (departamentos o partidos)      | Distribución de jurisdicciones | Ecorregiones                                              | Categoría internacional                                                    | Superficie | Administración                                                                       |
| ------ | --- | ------------------------------------------------------------------------------------------- | ----------------------------------------- | --- | --------------------------------------------------------- | -------------------------------------------------------------------------- | ---------- | ------------------------------------------------------------------------------------ |
|        | * Parque interjurisdiccional marino costero Patagonia Austral (las categorías de conservación no están definidas) | Ley n.° 26446 de 3 de diciembre de 2008/ 5 de enero de 2009                                 | Chubut (departamento Florentino Ameghino) | * Estado nacional: sector marítimo, islas y franja costera de 1500 m de ancho * Provincia del Chubut: resto del sector continental                                       | * Estepa patagónica: 31 052 ha * Mar Argentino: 73 760 ha | * Parte de la reserva de biosfera Patagonia Azul (zona núcleo, desde 2015) | 104 812 ha | Área protegida de complejidad III. Sede de la intendencia en Camarones               |
|        | * Parque interjurisdiccional marino Makenke (las categorías de conservación no están definidas)                   | Ley n.° 26817 de 28 de noviembre/ 13 de diciembre de 2012                                   | Santa Cruz (departamento Magallanes)      | Comisión ejecutiva de manejo integrada con representantes de la Administración de Parques Nacionales, la provincia de Santa Cruz y la municipalidad de Puerto San Julián | * Mar Argentino: 72 663 ha                                |                                                                            | 72 663 ha  | Sede de la intendencia en Puerto San Julián                                          |
|        | * Parque interjurisdiccional marino Isla Pingüino (las categorías de conservación no están definidas)             | Ley n.° 26818 de 28 de noviembre/ 13 de diciembre de 2012                                   | Santa Cruz (departamento Deseado)         | Comisión ejecutiva de manejo integrada con representantes de la Administración de Parques Nacionales y por la provincia de Santa Cruz                                    | * Mar Argentino: 159 526 ha                               |                                                                            | 159 526 ha | Área protegida de complejidad III. Sede provisional de la intendencia en El Calafate |

### Reservas naturales independientes
En las reservas creadas por el Gobierno nacional en áreas bajo su dominio no declaradas según la ley n.° 22351, esta se aplica sin afectar la jurisdicción del estado provincial respectivo. Son administradas por una intendencia dependiente de la APN. La reserva natural silvestre Isla de los Estados y Archipiélago de Año Nuevo es administrada por una comisión mixta integrada por representantes de la APN, de la Armada Argentina y de la provincia de Tierra del Fuego, y coincide con la reserva provincial ecológica, histórica y turística declarada sobre el archipiélago por la constitución provincial en 1991.
| Imagen | Áreas naturales protegidas                                                  | Norma legal de declaración como reserva natural (fecha de sanción/ promulgación)                                                                                    | Categorías                                                                                         | Provincia (departamentos o partidos)                                         | Ecorregiones                                 | Superficie              | Administración |
| ------ | --------------------------------------------------------------------------- | --- | -------------------------------------------------------------------------------------------------- | ---------------------------------------------------------------------------- | -------------------------------------------- | ----------------------- | --- |
|        | * Reserva natural estricta San Antonio                                      | Decreto n.° 2149/1990 de 10 de octubre de 1990 | * Reserva natural estricta                                                                         | Misiones (departamento General Manuel Belgrano)                              | * Selva paranaense: 480 ha                   | 480 ha                  | Área protegida de complejidad III. Sede de la intendencia en San Antonio                                                                   |
|        | * Reserva natural educativa Colonia Benítez                                 | * Como reserva natural estricta: decreto n.° 2148/1990 de 10 de octubre de 1990 * Como reserva natural educativa: decreto n.° 1798/2002 de 11 de septiembre de 2002 | * Reserva natural educativa                                                                        | Chaco (departamento Primero de Mayo)                                         | * Chaco húmedo: 8 ha                         | 8 ha                    | Sede de la intendencia en Colonia Benítez                                                                                                  |
|        | * Reserva natural silvestre El Rincón                                       | Decreto n.° 641/2016 de 2 de mayo de 2016 | * Reserva natural silvestre transitoria hasta que sea incorporada al parque nacional Perito Moreno | Santa Cruz (departamento Río Chico)                                          | * Bosques patagónicos: 15 000 ha             | 15 000 ha               | Administrada por la intendencia del parque nacional Perito Moreno                                                                          |
|        | * Reserva natural silvestre Isla de los Estados y Archipiélago de Año Nuevo | Decreto n.° 929/2016 de 12 de agosto de 2016 | * Reserva natural silvestre                                                                        | Tierra del Fuego, Antártida e Islas del Atlántico Sur (departamento Ushuaia) | * Bosques patagónicos: 52 736 ha             | 52 736 ha               | Comisión mixta integrada por 2 representantes de la APN, 2 de la Armada Argentina y 2 de la provincia de Tierra del Fuego. Sede en Ushuaia |
|        | * Reserva natural silvestre Patagonia                                       | Decreto n.° 838/2018 de 19 de septiembre de 2018 | * Reserva natural silvestre transitoria hasta que sea incorporada al parque nacional Patagonia     | Santa Cruz (departamento Lago Buenos Aires)                                  | * Estepa patagónica: 38 787 ha 27 a 12,74 ca | 38 787 ha 27 a 12,74 ca | Administrada por la intendencia del parque nacional Patagonia                                                                              |
|        | * Reserva natural silvestre La Ascensión                                    | Decreto n.° 326/2019 de 2 de mayo de 2019 | * Reserva natural silvestre transitoria hasta que sea incorporada al parque nacional Patagonia     | Santa Cruz (departamento Lago Buenos Aires)                                  |                                              | 14 826 ha 84 a 60 ca    | Administrada por la intendencia del parque nacional Patagonia                                                                              |
|        | * Reserva natural silvestre Piedra del Fraile                               | Decreto n.° 326/2019 de 2 de mayo de 2019 | * Reserva natural silvestre                                                                        | Santa Cruz (departamento Lago Argentino)                                     |                                              | 5005 ha 26 a 13 ca      | Administrada por la intendencia del parque nacional Los Glaciares                                                                          |
|        | * Reserva natural silvestre Cambyretá                                       | Decreto n.° 527/2019 de 25 de julio de 2019 | * Reserva natural silvestre transitoria hasta que sea incorporada al parque nacional Iberá         | Corrientes (departamento Ituzaingó)                                          |                                              | 11 594 ha 54 a 93 ca    | Administrada por la intendencia del parque nacional Iberá                                                                                  |
|        | * Reserva natural silvestre Alto Iguazú                                     | Decreto n.° 537/2019 de 1 de agosto de 2019 | * Reserva natural silvestre                                                                        | Misiones (departamento General Manuel Belgrano)                              |                                              | 77 ha 91 a 87 ca        | Administrada por la intendencia del parque nacional Iguazú                                                                                 |
|        | * Reserva natural silvestre Parque Federal Campo San Juan                   | Decreto n.° 65/2022 de 1 de febrero de 2022 | * Reserva natural silvestre                                                                        | Misiones (departamento Candelaria)                                           |                                              | 5131 ha 20 a 22 ca      | Sede de la intendencia en Santa Ana |
|        | * Reserva natural educativa Cerro Pistarini                                 | * Como reserva natural educativa: decreto n.° 337/2023 de 30 de junio de 2023                                                                                       | * Reserva natural educativa                                                                        | Córdoba (departamento Calamuchita)                                           |                                              | 450 ha                  | |
|        | * Reserva natural silvestre Marismas del Tuyú                               | Decreto n.° 123/2023 de 6 de marzo de 2023 | * Reserva natural silvestre                                                                        | Buenos Aires (partidos de General Lavalle y de la Costa)                     |                                              | 352 ha 79 a 71 ca       | |

### Sistema de Reservas Naturales de la Defensa
El 14 de mayo de 2007 el Ministerio de Defensa y la Administración de Parques Nacionales firmaron un Convenio Marco de Cooperación, cuya finalidad es desarrollar en forma conjunta políticas activas en materia de conservación de la biodiversidad. La declaración de un predio militar como parte del Sistema de Reservas Naturales de la Defensa se realiza a través de la suscripción de un protocolo adicional al Convenio Marco de Cooperación. La administración de cada reserva natural de la defensa (inicialmente llamadas reservas naturales militares) se realiza por un comité local integrado por miembros de la APN y de la fuerza armada correspondiente.
| Imagen | Áreas naturales protegidas                                              | Fecha de firma de convenio | Propiedad de                  | Provincia (departamentos o partidos)      | Ecorregiones                        | Superficie  |
| ------ | ----------------------------------------------------------------------- | -------------------------- | ----------------------------- | ----------------------------------------- | ----------------------------------- | ----------- |
|        | * Reserva natural de la defensa Punta Buenos Aires                      | 12 de septiembre de 2008   | Armada Argentina              | Chubut (departamento Biedma)              | * Estepa patagónica: 7000 ha        | 7000 ha     |
|        | * Reserva natural de la defensa Puerto Península                        | 4 de noviembre de 2008     | Ejército Argentino            | Misiones (departamento Iguazú)            | * Selva paranaense: 8800 ha         | 8800 ha     |
|        | * Reserva natural de la defensa Campo Mar Chiquita-Dragones de Malvinas | 16 de junio de 2009        | Fuerza Aérea Argentina        | Buenos Aires (partido de Mar Chiquita)    | * Pampa: 1753 ha                    | 1753 ha     |
|        | * Reserva natural de la defensa La Calera                               | 3 de julio de 2009         | Ejército Argentino            | Córdoba (departamentos Colón y Capital)   | * Chaco seco: 13 628 ha             | 13 628 ha   |
|        | * Reserva natural de la defensa Campo Garabato                          | 28 de noviembre de 2012    | Fuerza Aérea Argentina        | Santa Fe: (departamento Vera)             | * Chaco húmedo: 2700 ha             | 2700 ha     |
|        | * Reserva natural de la defensa Isla El Tala                            | 28 de noviembre de 2012    | Fuerza Aérea Argentina        | Santa Fe (departamento General Obligado)  | * Delta e islas del Paraná: 2000 ha | 2000 ha     |
|        | * Reserva natural de la defensa Baterías-Charles Darwin                 | 27 de septiembre de 2013   | Armada Argentina              | Buenos Aires (partido de Coronel Rosales) | * Pampa: 1000 ha                    | 1000 ha     |
|        | * Reserva natural de la defensa Ascochinga                              | 9 de diciembre de 2014     | Fuerza Aérea Argentina        | Córdoba (departamento Colón)              | * Chaco seco: 3389 ha               | 3389 ha     |
|        | * Reserva natural de la defensa Estancia Los Manantiales                | 1 de diciembre de 2020     | Ejército Argentino            | San Juan (departamento Calingasta)        |                                     | 382 992 ha  |
|        | * Reserva natural de la defensa Uspallata                               | 1 de diciembre de 2020     | Ejército Argentino            | Mendoza (departamento Las Heras)          |                                     | 215 375 ha  |
|        | * Reserva natural de la defensa Faro Querandí                           | 1 de diciembre de 2020     | Servicio de Hidrografía Naval | Buenos Aires (partido de Villa Gesell)    |                                     | 417 ha      |
|        | * Reserva natural de la defensa Isla Martín Fierro                      | 1 de diciembre de 2020     | Ejército Argentino            | Entre Ríos (departamento Victoria)        |                                     | 211 ha      |
|        | * Reserva natural de la defensa Faro Punta Delgada                      | 1 de diciembre de 2020     | Servicio de Hidrografía Naval | Chubut (departamento Biedma)              |                                     | 559 ha      |
|        | * Reserva natural de la defensa Primeros Pinos                          | 18 de agosto de 2022       | Ejército Argentino            | Neuquén (departamento Picunches)          |                                     | 958 ha      |
|        | * Reserva natural de la defensa Cerro Largo                             | 23 de septiembre de 2022   | Ejército Argentino            | Buenos Aires (partido de Olavarría)       |                                     | 60 ha       |
|        | * Reserva natural de la defensa Campo General Ávalos                    | 23 de septiembre de 2022   | Ejército Argentino            | Corrientes (departamento Monte Caseros)   |                                     | 7346 ha     |
|        | * Reserva natural de la defensa Faro San Antonio                        | 25 de noviembre de 2022    | Servicio de Hidrografía Naval | Buenos Aires (partido de La Costa)        |                                     | 418 ha 86 a |

## Sistema Nacional de Áreas Marinas Protegidas
La ley n.º 27037 sancionada el 19 de noviembre de 2014 y promulgada el 9 de diciembre de ese año, creó el Sistema Nacional de Áreas Marinas Protegidas (SNAMP), que fue modificado por la ley n.º 27490 sancionada el 12 de diciembre de 2018 y promulgada el 14 de diciembre de ese año. Este sistema es de aplicación en los espacios marítimos de Argentina (mar territorial, zona contigua, zona económica exclusiva y plataforma continental), excepto en los casos de las áreas regidas por el Tratado Antártico, por la Convención para la Conservación de Recursos Vivos Marinos Antárticos (que en 2009 creó el área marina protegida en la plataforma sur de las islas Orcadas del Sur), en los espacios marítimos bajo jurisdicción provincial cuya jurisdicción no haya sido cedida previamente al Estado nacional y en los parques interjurisdiccionales marinos creados por las leyes 26446, 26817 y 26818.
Las áreas marinas protegidas deben crearse por ley nacional en los espacios naturales establecidos para la protección de ecosistemas, comunidades o elementos biológicos o geológicos del medio marino, incluyendo al subsuelo, los fondos y columnas marinas asociadas, que en razón de su rareza, fragilidad, importancia o singularidad merecen una protección especial para el aprovechamiento, educación y goce de las presentes y futuras generaciones. 
Las áreas marinas protegidas se clasifican en: 
Reserva nacional marina estricta
Área de máxima protección permanente o temporal.
Parque nacional marino
Área protegida con el objetivo de conservar la biodiversidad marina, la calidad del paisaje y los procesos ecológicos a gran escala; garantizando los usos controlados científicos, educacionales y recreativos, admitiendo al turismo como única actividad económica bajo los parámetros establecidos en su respectivo plan de manejo
Monumento nacional marino
Área protegida limitada al objetivo de conservar un atributo de interés especial o único de la biodiversidad marina o la calidad del paisaje, garantizando los usos controlados científicos, educacionales y recreativos, admitiendo al turismo como única actividad económica bajo los parámetros del respectivo plan de manejo y que se caracteriza por una localización limitada a su interés especial o único.
Reserva nacional marina para la ordenación de hábitats/especies
Área marina destinada a proteger las necesidades identificadas según la mejor información científica fidedigna de especies particulares o el mantenimiento de hábitats, que se caracteriza por una localización limitada a su interés especial o único y que puede ser permanente o temporal.
Reserva nacional marina
Área protegida con el objetivo de conservar la biodiversidad marina, la calidad del paisaje y los procesos ecológicos a gran escala, garantizando de manera controlada los usos científicos, educacionales, recreativos y el aprovechamiento sustentable de uno o más de sus recursos, con inclusión de zonas diseñadas para llevar a cabo objetivos de conservación específica. Su objeto es el ordenamiento de las actividades económicas en función del ordenamiento de recursos y los objetivos de conservación específica, en el marco de un plan de manejo.
La ley n.º 26875 sancionada el 3 de julio de 2013 creó el área marina protegida Namuncurá-Banco Burdwood antes de la creación del Sistema Nacional de Áreas Marinas Protegidas. Esta ley la zonificó en 3 áreas: zona núcleo, zona de amortiguación y zona de transición, pero la ley de creación del Sistema Nacional de Áreas Marinas Protegidas dispuso un plazo de 5 años luego del cual el Poder Ejecutivo nacional debía recategorizarla y adecuarla al sistema. La adecuación fue realizada el 9 de diciembre de 2019 por decreto n.º 888/2019 como parque nacional marino y reserva nacional marina. La administración del área es realizada por un consejo de administración integrado por representantes de varios ministerios nacionales, de la APN y de la provincia de Tierra del Fuego. El tercio oriental y partes del sector norte del banco Burdwood está afectado por la disputa territorial entre Argentina y el Reino Unido ya que ha sido incluido en la Zona de Conservación Externa de las Islas Malvinas (Falkland Islands Outer Conservation Zone) en 1994. El área marina protegida Namuncurá-Banco Burdwood II, en cambio, coincide en su límite este con el meridiano oeste de la Zona de Conservación Externa de las Islas Malvinas y se solapa con ella en un pequeño sector cuando esa zona marina británica abandona el meridiano. La autoridad de aplicación del SNAMP es la Administración de Parques Nacionales por decreto n.º 402/2017 de 8 de junio de 2017.
| Imagen | Áreas marinas protegidas                            | Norma legal de declaración como área marina protegida (fecha de sanción/ promulgación) | Sector marítimo                                                                                     | Categorías de manejo                                                                  | Ecorregiones                | Superficie   |
| ------ | --------------------------------------------------- | -------------------------------------------------------------------------------------- | --------------------------------------------------------------------------------------------------- | ------------------------------------------------------------------------------------- | --------------------------- | ------------ |
|        | * Área marina protegida Namuncurá-Banco Burdwood    | Ley n.° 26875 de 3 de julio/ 1 de agosto de 2013                                       | Zona económica exclusiva de Argentina                                                               | * Parque nacional marino * Reserva nacional marina                                    | Mar argentino: 2 800 000 ha | 2 800 000 ha |
|        | * Área marina protegida Namuncurá-Banco Burdwood II | Ley n.° 27490 de 12 de diciembre/ 14 de diciembre de 2018                              | Plataforma continental y las aguas suprayacentes al lecho y subsuelo del espacio marítimo argentino | * Reserva nacional marina estricta * Reserva nacional marina                          | Mar argentino: 3 233 630 ha | 3 233 630 ha |
|        | * Área marina protegida Yaganes                     | Ley n.° 27490 de 12 de diciembre/ 14 de diciembre de 2018                              | Plataforma continental y las aguas suprayacentes al lecho y subsuelo del espacio marítimo argentino | * Reserva nacional marina estricta * Parque nacional marino * Reserva nacional marina | Mar argentino: 6 883 431 ha | 6 883 431 ha |

## Áreas naturales protegidas nacionales no administradas por la APN

### Áreas naturales protegidas militares
La ley n.º 24758 sancionada el 28 de noviembre de 1996 y promulgada con observaciones el 20 de diciembre de 1996 creó el área de conservación Campo General Belgrano en un predio del Ejército Argentino ubicado en el departamento de la Capital de la provincia de Salta. La ley declaró al Ejército Argentino como única y exclusiva autoridad de aplicación, por lo que el área está fuera del SNAP y sin participación de la APN. La superficie original era de 3660 ha 48 a 10.09 ca, pero un convenio del Ejército con el Gobierno de Salta redujo la superficie a 3298 ha el 21 de mayo de 1998. La ley n.º 25339 sancionada el 5 de octubre de 2000 y promulgada de hecho el 22 de noviembre de 2000 hizo una rectificación de los datos catastrales sin modificar el área. Otra ley, la n.º 27478 sancionada el 5 de diciembre de 2018 y promulgada de hecho, dispuso la sección de 66 ha a la provincia de Salta, separándolas del área de conservación, que se redujo a 3232 ha.
El 15 de noviembre de 2018 el presidente Mauricio Macri dispuso por decreto n.° 1056/2018 la creación de una reserva ambiental de la defensa sin incorporarla al régimen del Sistema Nacional de Áreas Protegidas, designando como autoridad de aplicación al Ministerio de Defensa. Se dispuso que la Administración de Parques Nacionales y la Secretaría de Gobierno de Ambiente y Desarrollo Sustentable (desde 2019 Ministerio de Ambiente y Desarrollo Sostenible) deben prestar la colaboración que les fuera requerida en sus respectivos ámbitos.
| Imagen | Áreas naturales protegidas                    | Norma legal de declaración como área protegida (fecha de sanción/ promulgación)                               | Propiedad de          | Provincia (departamentos o partidos)         | Ecorregiones | Superficie |       |
| ------ | --------------------------------------------- | --- | --------------------- | -------------------------------------------- | ------------ | ---------- | ----- |
|        | * Área de conservación Campo General Belgrano | Ley n.º 24758 sancionada el 28 de noviembre de 1996 y promulgada con observaciones el 20 de diciembre de 1996 | Ejército Argentino    | Salta (departamento de la Capital)           |              | 3232 ha    |       |
|        | * Reserva urbana de la defensa Campo de Mayo  | Decreto n.º 846/2021 de 10 de diciembre de 2021                                                               | Ministerio de Defensa | Buenos Aires (partido de San Miguel)         |              | 1320 ha    |       |
|        | * Reserva urbana de la defensa Castelar       | 7 de noviembre de 2023                                                                                        | Ejército Argentino    | Buenos Aires (partido de Morón)              |              | [ 134 ]    |       |
|        | * Reserva urbana de la defensa El Cocal       | 2023 | Ejército Argentino    | Corrientes (departamento Paso de los Libres) |              | [ 135 ]    | 25 ha |

### Áreas naturales protegidas en la Antártida Argentina
La Dirección Nacional del Antártico a propuesto en el marco del Tratado Antártico y participa en la administración de 4 Zonas Antárticas Especialmente Protegidas (ZAEP) (dos por sí mismo, una con el Reino Unido y otra con Chile) y de una Zona Antártica Especialmente Administrada (ZAEA) en conjunto con Chile, Noruega, España, Reino Unido y Estados Unidos.
- ZAEP-132 Península Potter, isla Rey Jorge (25 de Mayo), islas Shetland del Sur. Desde 1985, con 217 ha.
- ZAEP-133 Punta Armonía, isla Nelson, islas Shetland del Sur. Administrada en conjunto con Chile desde 1985, con 3069 ha.
- ZAEP-134 Punta Cierva e islas litorales, costa Danco, península Antártica. Desde 1985, con 5903 ha.
- ZAEP-148 Monte Flora, bahía Esperanza, península Antártica. Administrada en conjunto con el Reino Unido desde 1989, con 35 ha.
- ZAEA-4 Isla Decepción, en las islas Shetland del Sur. Administrada en conjunto desde 2005 con Chile, Noruega, España, Reino Unido y Estados Unidos, con 15 856 ha.

La superficie total administrada es de 9224 ha en las ZAEPs y 15 856 ha en la ZAEA, totalizando 25 080 ha.
En el sector que Argentina reivindica en la Antártica hay otras 25 ZAEPs y 2 ZAEAs administradas por otros países.

### Monumento natural nacional no administrado por la APN
- Monumento natural nacional Saltos de Moconá: la ley n.º 24288 sancionada el 1 de diciembre de 1993 y promulgada el 22 de diciembre de 1993 declaró monumento natural nacional al tramo del río Uruguay comprendido entre las desembocaduras del arroyo Yabotí y del río Pepirí Guazú en donde se localizan los saltos en una superficie de unas 50 ha. La ley prohibió realizar cualquier tipo de obras, construcciones o actividades que alteren o modifiquen el escenario natural, excepto obras menores de infraestructura como pasarelas o muelles.[137] Dado que los saltos del Moconá se encuentran en el río Uruguay, son de dominio y jurisdicción federal por ser un río navegable. El monumento natural no ha sido incluido dentro del SNAP por no establecerlo así la ley de creación -que aún no fue reglamentada- y por lo tanto no es administrado por la APN.[138]

## Áreas naturales protegidas nacionales desafectadas o incorporadas a otras
- Reserva nacional Copahue: fue creada para proteger las Termas de Copahue en el territorio nacional del Neuquén el 11 de mayo de 1937 por decreto n.º 105 433, con una extensión de 40 500 hectáreas en la ecorregión de los Altos Andes a cargo de la Dirección de Parques Nacionales.[139] Sus límites fueron establecidos por el decreto n.º 94 284 de 25 de junio de 1941. El decreto n.º 21823/1951 creó la Comisión Administradora dependiente de la Dirección Nacional de Energía Atómica.[140] El decreto ley n.º 10872 de 11 de septiembre de 1957 transfirió la reserva al dominio de la provincia del Neuquén, quedando desafectada como nacional.[141]

- Reserva natural Otamendi: fue creada por decreto n.° 2149/1990 de 10 de octubre de 1990[142] en el partido de Campana en la provincia de Buenos Aires, con 4088 ha. Comprendía: reserva natural estricta, reserva natural silvestre y reserva natural educativa. El 10 de octubre de 2018 se sancionó la ley que la integra al parque nacional Ciervo de los Pantanos.

- Parque nacional Campo de los Alisos: fue creado con 17 000 ha en el departamento Chicligasta de la provincia de Tucumán por ley n.° 24526 sancionada el 9 de agosto de 1995 y promulgada el 6 de septiembre de 1995.[143] El 4 de julio de 2018 fue sancionada la ley nacional n.º 27451 que aceptó la cesión de jurisdicción ambiental hecha por Tucumán y creó el parque nacional Aconquija incluyendo al Campo de los Alisos.[144]

- Reserva natural de la defensa El Mollar-Quebrada del Portugués: con 12 674 ha[145] fue creada el 9 de diciembre de 2014 y desde el 17 de abril de 2018 está en proceso de incorporación al parque nacional Aconquija. Pertenece al Ejército Argentino en el departamento Tafí del Valle de la provincia de Tucumán. En la provincia fitogeográfica de las yungas con 12 674 ha.

## Áreas naturales protegidas nacionales en formación
- Proyecto de parque nacional Selva de Montiel: el 4 de agosto de 2021 el ministerio de Ambiente y Desarrollo Sostenible de la Nación y el Gobierno de la provincia de Entre Ríos firmaron un acta de intención para la creación del futuro parque nacional en un área de 150 000 hectáreas que incluye a la reserva provincial de uso múltiple Parajes El Gato y Lomas Limpias, creada por ley provincial el 10 de mayo de 2006.[146]

- Proyecto de área marina protegida bentónica Agujero Azul: el 19 de julio de 2021 sesionó un plenario de comisiones de la Cámara de Diputados de la Nación para impulsar el proyecto de ley de creación de la futura área marina protegida bentónica en un área de 148 000 km² de la plataforma continental argentina, incluyendo el sector en donde se encuentra el pecio del submarino ARA San Juan (S-42). El carácter bentónico de la futura área protegida corresponde a solo el lecho marino y no a las aguas (que no están bajo soberanía argentina).[147] El 6 de junio de 2022 la Cámara de Diputados dio media sanción al proyecto de ley de creación.[148]

- Proyecto de parque nacional El Caldenal: el Ministerio de Ambiente y Desarrollo Sostenible de la Nación, el Gobierno de la provincia de La Pampa y la APN firmaron un convenio marco de cooperación que fue refrendado por la legislatura provincial mediante la ley n.º 3246/2020 sancionada el 2 de julio de 2021 y promulgada el 21 del mismo mes.[149] Se busca establecer un área protegida para la conservación del Prosopis caldenia (caldén).[150]

- Proyecto de parque nacional Famatina: el 3 de marzo de 2022 se realizó una reunión entre miembros de la APN, organizaciones ambientalistas y el Gobierno de la provincia de La Rioja para avanzar en el proyecto.[151]

## Áreas naturales protegidas nacionales que se iniciaron jurídicamente y no se establecieron
- Reserva Isla Martín García: de 184 ha en la ecorregión del Delta e islas del Paraná fue declarada reserva con destino a la formación de un parque nacional por decreto n.º 127 934/1942 de 18 de agosto de 1942, pero el decreto n.º 1699/1943 de 6 de julio de 1943 anuló la declaración.[152] Posteriormente, la provincia de Buenos Aires de 31 de diciembre de 1969 la declaró parque y reserva recreativa provincial y Argentina y Uruguay firmaron el 19 de noviembre de 1973 el Tratado del Río de la Plata, que dispone en su artículo 45: La Isla Martín García será destinada exclusivamente a reserva natural para la conservación y preservación de la fauna y flora autóctonas, bajo jurisdicción de la República Argentina.[153]

- Proyecto de parque regional San Jerónimo del Rey: la ley n.º 15555 sancionada el 30 de septiembre de 1960 y promulgada de hecho el 26 de octubre de 1960 creó el parque regional en la ciudad de Reconquista, provincia de Santa Fe, dentro de la zona comprendida entre la calle Ensanche Norte, con un frente a la misma de 375 metros, el arroyo El Rey, la ruta nacional N° 11, con un frente a la misma de 220 metros y un costado paralelo a esta última de 430 metros. Aunque la ley mantiene su vigencia, el parque regional nunca fue implementado ni hay proyectos para hacerlo.[154]

- Proyecto de parque nacional Los Venados: el 15 de mayo de 1997 el Gobierno Nacional y el Gobierno de la provincia de San Luis firmaron un convenio para crear el parque nacional en los departamentos de Capital y General Pedernera, con una superficie aproximada de 130 000 ha (100 000 ha de reserva nacional y 30 000 ha de parque nacional en la ecorregión de la Pampa). El convenio fue aprobado por la Legislatura de San Luis por ley n.º 5118 sancionada el 16 de julio de 1997 y promulgada el 25 de julio de 1997, y cedió la jurisdicción y el dominio eminente sobre el área, pero el Congreso Nacional no sancionó la creación del parque nacional.[155][156] Aunque la cesión no ha sido revocada por decreto provincial —según lo previsto en el convenio— desde 2001 la creación del parque nacional ha permanecido desactivada.

- Proyecto de parque interjurisdiccional marino Monte León: el 28 de junio de 2012 la Legislatura de la provincia de Santa Cruz sancionó la ley n.º 3285, por la cual autorizó al Poder Ejecutivo provincial a suscribir un tratado con la Administración de Parques Nacionales para la creación del parque en el área marítima de la ecorregión del mar argentino comprendida al norte por la coordenada 50° 15' 2,6'' S, y al sur por la de 50° 32' 46,93'' S.[157] El tratado no fue suscripto.